# Chiropsalmus alipes
Chiropsalmus alipes är en nässeldjursart som beskrevs av Lisa-ann Gershwin 2007. Chiropsalmus alipes ingår i släktet Chiropsalmus och familjen Chiropsalmidae. Inga underarter finns listade i Catalogue of Life.